# Salvinia hastata
Salvinia hastata är en simbräkenväxtart som beskrevs av Nicaise Augustin Desvaux. Salvinia hastata ingår i släktet Salvinia och familjen Salviniaceae.
IUCN kategoriserar arten globalt som livskraftig (LC). Inga underarter finns listade.